# Callisburg
Callisburg is een plaats (city) in de Amerikaanse staat Texas, en valt bestuurlijk gezien onder Cooke County.

## Demografie
Bij de volkstelling in 2000 werd het aantal inwoners vastgesteld op 365.
In 2006 is het aantal inwoners door het United States Census Bureau geschat op 392, een stijging van 27 (7,4%).

## Geografie
Volgens het United States Census Bureau beslaat de plaats een oppervlakte van
6,1 km², geheel bestaande uit land. Callisburg ligt op ongeveer 262 m boven zeeniveau.

## Plaatsen in de nabije omgeving
De onderstaande figuur toont nabijgelegen plaatsen in een straal van 16 km rond Callisburg.